# Rue Albert-Samain
La rue Albert-Samain est une voie du 17e arrondissement de Paris, en France.

## Situation et accès
La rue Albert-Samain est une voie publique située dans le 17e arrondissement de Paris. Elle débute au 168, boulevard Berthier et se termine au 5, avenue Stéphane-Mallarmé.
Le quartier est desservi par la ligne 3 et par la ligne C du RER à la station Pereire.

## Origine du nom

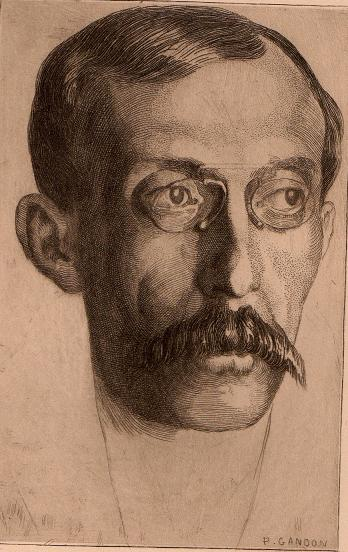
Albert Samain, par P. Gandon.

Elle porte le nom d'Albert Samain (1858-1900), poète français.

## Historique
La voie a été ouverte et a pris sa dénomination actuelle en 1926 sur l'emplacement du bastion no 48 de l'enceinte de Thiers.

## Bâtiments remarquables et lieux de mémoire

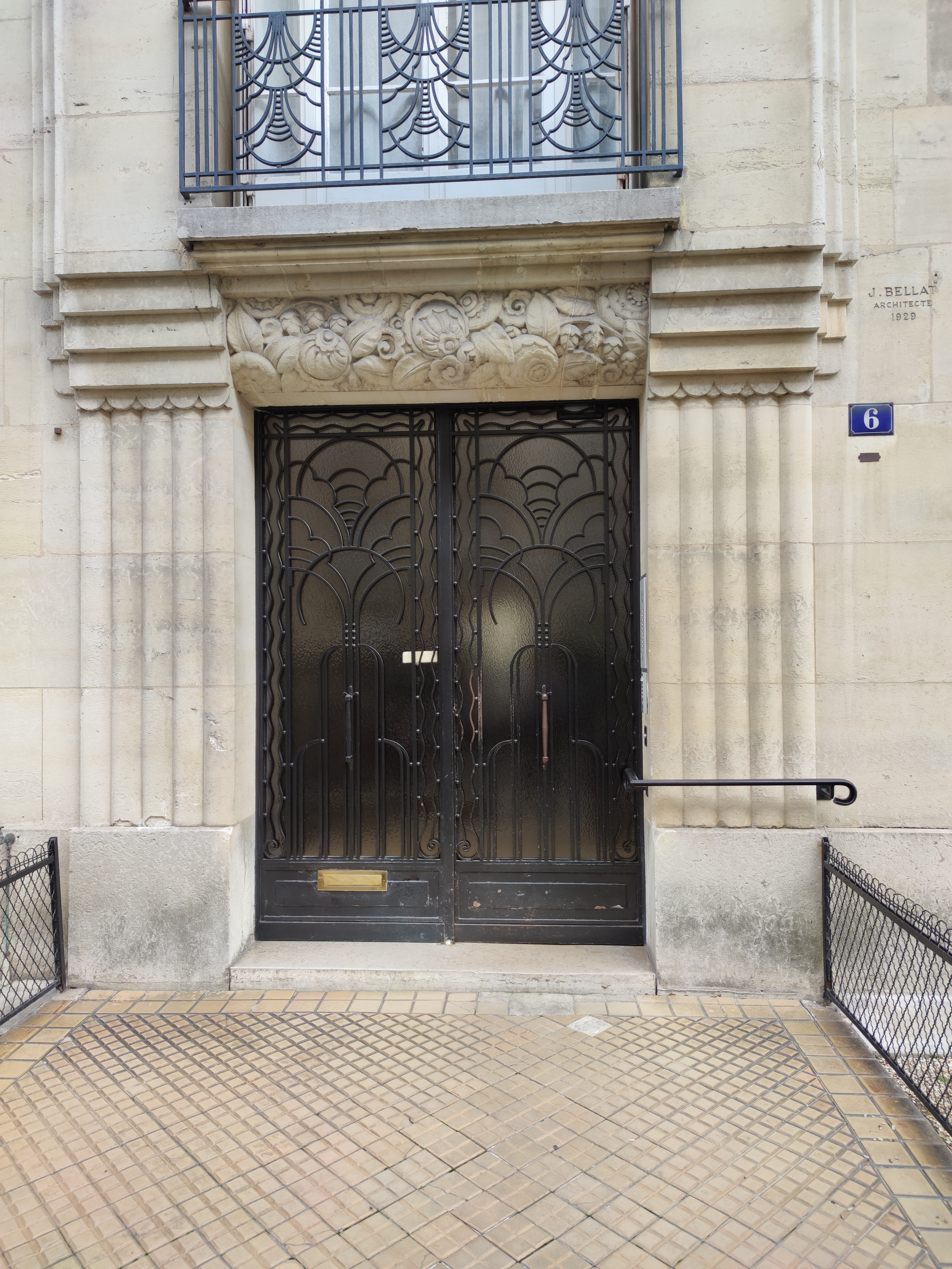
Entrée du no 6.

Plusieurs immeubles ont été construits autour de 1925 par l'architecte Jérôme Bellat, qui habitait dans la rue.